# Tour della nazionale maschile di rugby a 15 della Nuova Zelanda 1893
Nel 1893, la Nazionale di rugby neozelandese, non ancora nota con il nome All Blacks (sarà coniato solo nel 1905) si reca in Australia.
Da segnalare una curiosità: durante l'incontro con New South Wales, per la prima volta un giocatore degli All Blacks (William Mc Kenzie) venne espulso causa i reiterati falli di fuorigioco. Il giocatore, vergognandosi, cercò di simulare un infortunio, zoppicando mentre usciva dal campo.

## Touring party
- Manager: G.F.C. Campbell
- Captain: T.R. Ellison

| Name              | Position                  | Province         |
| ----------------- | ------------------------- | ---------------- |
| Archie D'Arcy     | Estremo                   | Wairarapa        |
| Henry Wilson      | Estremo                   | Wellington       |
| Alan Good         | Tre-quarti Ala            | Taranaki         |
| George Harper     | Tre-quarti centro         | Nelson           |
| Doss Jervis       | Tre-quarti Ala            | Auckland         |
| William Wynyard   | Tre-quarti centro         | Wellington       |
| Henry Butland     | Mediano d'apertura        | West Coast       |
| David Gage        | Tre-quarti                | Wellington       |
| Maurice Herrold   | Mediano d'apertura        | Auckland         |
| Graham Shannon    | Mediano d'apertura/Avanti | Manawatu         |
| Alfred Bayly      | Terza-linea               | Taranaki         |
| Sam Cockroft      | Tallonatore               | Manawatu         |
| Thomas Ellison    | Avanti                    | Wellington       |
| John Gardner      | Avanti                    | South Canterbury |
| Rod Gray          | Avanti                    | Wairarapa        |
| James Lambie      | Avanti                    | Taranaki         |
| Charles Macintosh | Avanti                    | South Canterbury |
| Robert McKenzie   | Avanti                    | Wellington       |
| William McKenzie  | Terza linea Ala           | Wairarapa        |
| John Mowlem       | Avanti                    | Manawatu         |
| Frederick Murray  | Avanti                    | Auckland         |
| Robert Oliphant   | Terza linea Ala           | Wellington       |
| Walter Pringle    | Avanti                    | Wellington       |
| Charles Speight   | Avanti                    | Auckland         |
| Angus Stuart      | Avanti                    | Wellington       |
| Hoeroa Tiopira    | Avanti                    | Hawke’s Bay      |
| William Watson    | Avanti                    | Wairarapa        |

## Incontro preliminare
| Wellington 21 gennaio 1893 | Nuova Zelanda XV | 7 – 4 | Combined XV | Petone Rec |

## Risultati
| Sydney 28 gennaio 1893 | Cumberland County | 0 – 8 | Nuova Zelanda XV | (Parramatta Ground) |

| Sydney 1º luglio 1893 | New South Wales | 8 – 17 | Nuova Zelanda XV | (Cricket Ground) |

| Sydney 4 luglio 1893 | N.S.W. Junior XV | 0 – 19 | Nuova Zelanda XV | (Cricket Ground) |

| Newcastle 6 luglio 1893 | Northern Districts | 3 – 25 | Nuova Zelanda XV | (Sports Ground) |

| Sydney 8 luglio 1893 | New South Wales | 25 – 3 | Nuova Zelanda XV | (Cricket Ground) |

| Brisbane 15 luglio 1893 | Queensland | 3 – 14 | Nuova Zelanda XV | Exhibition Ground |

| Brisbane 19 luglio 1893 | Queensland 2nd XV | 0 – 6 | Nuova Zelanda XV | Exhibition Ground |

| Brisbane 22 luglio 1893 | Queensland | 0 – 36 | Nuova Zelanda XV | Exhibition Ground |

| Bathurst 26 luglio 1893 | Western Districts | 5 – 24 | Nuova Zelanda XV | Bathurst Ground |

| Sydney 29 luglio 1893 | New South Wales | 0 – 16 | Nuova Zelanda XV | (Cricket Ground) |